# Cynthia Daniel
Cynthia Lynn Daniel (Gainesville, 17 marzo 1976) è un'attrice e fotografa statunitense, sorella gemella dell'attrice Brittany Daniel.

## Carriera
Comincia a lavorare all'età di undici anni, apparendo insieme a sua sorella Brittany, in numerose campagne pubblicitarie. Dopo aver debuttato come attrici nella sitcom The New Leave It to Beaver, Cynthia e sua sorella Brittany vengono scelte come protagoniste della serie televisiva Sweet Valley High in cui interpretano il ruolo delle due gemelle Elizabeth e Jessica Wakefield. Durante il periodo di Sweet Valley High le due debuttano in un ruolo cinematografico in Ritorno dal nulla con Leonardo DiCaprio.
Terminato Sweet Valley High, Cynthia Daniel ha smesso di recitare ed è diventata una fotografa professionista. La sua unica apparizione come attrice è stata nel 2002, insieme alla sorella Brittany, in un episodio di That '80s Show. È sposata con l'attore Cole Hauser, dal quale ha avuto due figli. Nel 2022 torna a recitare nel film di Disney+ Un'altra scatenata dozzina insieme alla sorella.

## Filmografia

### Cinema
- Ritorno dal nulla (The Basketball Diaries), regia di Scott Kalvert (1995)
- Un'altra scatenata dozzina (Cheaper by the Dozen), regia di Gail Lerner (2022)

### Televisione
- Still the Beaver – 1 episodio, serie TV (1989)
- La legge di Burke – 1 episodio, serie TV (1994)
- Sweet Valley High – 88 episodi,  serie TV (1994-1997)
- That '80s Show –  1 episodio  serie TV, (2002)

## Doppiatrici italiane
- Barbara De Bortoli in Sweet Valley High, Un'altra scatenata dozzina